# Zmajevo voće
Pitaja, crveno zmajevo voće ili zmajevo voće, je biljni plod koji pripada porodici lisnatih kaktusa Hylocerius ili Selenicerius, ovalnog oblika, prečnika 10-12 cm, crvene ili žute boje, ima zeleno lišće u obliku zaobljenog trougla, belog, crvenog ili žutog mesa koje sadrži crno seme.

## Setva
Seme može biti posađeno nakon što se potpuno osuši. Neki ljudi vole da zmajevo voće posade u saksije. Seme se može staviti direktno u sredinu, a nakon što je u potpunosti poprskano pokriti plastičnim omotom da bi se hidriralo i prskati jednom dnevno dok ne proklija, nakon čega se zaštitna prevlaka može skloniti. Posle nedelju dana može narasti do jednog centimetra, potom počinje da cveta i izgleda prelepo ukoliko ga stavimo u dnevnu sobu ili na kancelarijski sto.

## Najčešće vrste
- Vrsta crvene kore i belog mesa（H. undatus(Weber) Britt. & Rose）

Jedna od najčešćih vrsta, velika, blago slatka i osvežavajuća.
- Vrsta crvene kore i crvenog mesa （H. polyrhizus(Weber) Britt. & Rose）

Ova vrsta je učestalija, skuplja, jače slatkoće. Prirodni crveni pigment je veoma jak i ukoliko se pojede u većim količinama, može dovesti do naizgled krvave stolice, što može greškom izazvati lažnu uzbunu.
- Vrsta crvene kore i ljubičastog mesa （H. costaricensis(Weber) Britt. & Rose）

Slabo se gaji, prinosi su mali, cene visoke.
- Vrsta žute kore i belog mesa （H. megalanthus(K. Schumann ex Vaupel) Ralf Bauer）

Na tržištu se zove Kirin, retko je, malih plodova, velikog semena, bez mirisa i najslađi.

## Hranljivi sastojci i dejstvo
Pitaja se uglavnom sastoji od vode i ugljenih hidrata, bogata je vlaknima, karotenom, vitaminima B1, B2, B6, B12, C, kalcijumom i još nekim mineralima. Kako njen sladunjavi ukus nije mnogo jak, često se greškom smatra voćem sa niskim sadržajem šećera, ali to je iz razloga što zmajevo voće uglavnom sadrži glukozu, dok je procenat fruktoze i saharoze veoma mali, tako da dijabetičari ne bi trebalo da je jedu. Zmajevo voće sadrži visoke nivoe proteina i vlakana koji se mogu helirati sa teškim metalima jona, ali se ne sme koristiti kao terapeutski agent za trovanje teškim metalima.

## Spoljašnje veze
- Pitaja Архивирано на веб-сајту  (29. новембар 2020)
- Slike pitaje Архивирано на веб-сајту  (18. фебруар 2019)
- Slike cvetova pitaje
- Zmajevo voće posle cvetanja Архивирано на веб-сајту  (20. август 2016)
- Slike pitaje studenta sa Tajvana